# Domenico Bernini
Domenico Bernini, noto anche come Domenico Stefano (Roma, 3 agosto 1657 – Roma, 3 novembre 1723), è stato uno storico e biografo italiano, figlio dello scultore Gian Lorenzo Bernini.

## Biografia
Nacque a Roma il 3 agosto 1657 con il nome di Domenico Stefano, l'ultimo degli undici figli del notissimo artista Gian Lorenzo, all'epoca quasi sessantenne, e di Caterina Tezio. Dopo una breve esperienza compiuta da adolescente presso la Compagnia di Gesù, sentì a sé più congeniale la vita secolare, che dedicò intera agli studi, in particolare delle Sacre Scritture e della storia della Chiesa. Si sposò poco dopo il 1686 ed ebbe tre figli.  Non ebbe mai preoccupazioni economiche, poiché un lascito paterno e un canonicato presso Santa Maria Maggiore gli garantirono l’indispensabile serenità.
Legato al padre da forte affetto e da fervida ammirazione, egli ne scrisse una palpitante e solida biografia, doviziosa di puntuali ricordi e acute osservazioni. Redatta subito dopo la morte del padre (avvenuta nel 1680), essa andò sotto i torchi solo nel 1713, a Roma, grazie ai buoni uffici dell’editore Rocco Bernabò, con il titolo Vita del Cavalier Gio. Lorenzo Bernino descritta da Domenico Bernino suo figlio. Questa biografia è una delle più importanti fonti primarie sulla vita dell'artista romano. All’epoca della pubblicazione della Vita del padre Domenico Bernini aveva già consolidato la sua fama di studioso. Nel 1685 a Roma vedevano la luce le Memorie historiche di ciò che hanno operato li Sommi Pontefici nelle guerre contro i Turchi, cui seguì nel 1695 un “aggiornamento” relativo alle Memorie historiche ... di ciò che ha operato contro li Turchi il sommo pontefice Innocenzo XI. Del suo scritto di maggior successo, l'Historia di tutte le heresie, frutto di vent'anni di studio, presentava il primo volume nel 1705. L'intera opera in quattro volumi fu poi edita a Venezia nel 1711 e ristampata più volte. Negli anni seguenti Bernini lavorò a un'importante studio storico-erudito sul Tribunale della Rota Romana, dato alle stampe nel 1717. In una lussureggiante veste tipografica, Il tribunale della Sacra Rota Romana è forse la prima opera a stampa avente per oggetto esclusivo quell'antica istituzione.
Negli anni successivi il Bernini si dedicò alla composizione di due biografie. Della prima, dedicata al cardinale Giuseppe Maria Tomasi, fu incaricato alla morte di questi, nel 1713: impressa nel 1714 con il titolo Ragguaglio della vita del venerabile D. Giuseppe Maria Tomasi, essa, notevolmente ampliata, fu ripubblicata nel 1722 come Vita del venerabile D. Giuseppe Maria Tomasi; nello stesso anno veniva alla luce la Vita del venerabile Giuseppe da Copertino, più volte edita, e riportata in compendio negli Acta Sanctorum (vol. V, 1755, pp. 1047-51).
Domenico Bernini morì a Roma il 3 novembre 1723 e fu sepolto in Santa Maria Maggiore nella tomba di famiglia.

## Opere
- Memorie historiche di ciò che hanno operato li Sommi Pontefici nelle guerre contro i Turchi, Roma, appresso Gio. Battista Bussotti, 1685.
- Historia di tutte le heresie, 4 voll., Roma, nella stamperia del Bernabò, 1705-1711.
- Vita del Cavalier Gio. Lorenzo Bernini, Roma, a spese di Rocco Bernabò, 1713.
- Il tribunale della S. Rota Romana, Roma, nella Stamperia del Bernabò, 1717.
- Vita del Venerabile Fra Giuseppe da Copertino de Frati Minori Conventuali, Roma, per Ludovico Tinassi, e Girolamo Mainardi, 1722.